# Svínavatn (sjö i Island, Suðurland)
Svínavatn är en by vid en liten sjö med samma namn i Grímsnes, Árnessýsla, på Suðurland. Sjön omtalas i Landnámabók som gräns för nybyggaren Gríms ägor. Grímr var systerson till hersen Véþormr i Jämtland och byggde gård på Grímsnes, som fått hans namn.